# Méthode de Bigourdan
Pour les articles homonymes, voir Bigourdan.
La méthode de Bigourdan est une méthode de mise en station d'une monture de télescope inventée par l'astronome Guillaume Bigourdan. Son avantage est de permettre une mise en station même lorsqu'on ne peut pas repérer le pôle céleste et qu'on ne connaît pas la latitude du lieu. Elle permet également d'obtenir une meilleure précision qu'avec un pointage direct de α Ursae Minoris (l'étoile polaire). Cependant, elle requiert beaucoup de temps pour obtenir une précision suffisante pour l'astrophotographie.

## Description de la méthode
Cette méthode nécessite l'emploi d'un oculaire réticulé, et de focale aussi courte que possible. L'utilisation d'une boussole peut également faciliter l'opération. La monture doit être placée sur un support bien horizontal.
Note : l'image fournie par une lunette astronomique est renversée (haut-bas), tandis que les télescopes dérivés du Cassegrain restituent une image droite. En revanche, les télescopes de type Newton renvoient une image de symétrie axiale, donc renversée (haut-bas) (l'axe optique de l'oculaire étant normalement horizontal). Par ailleurs, l'utilisation d'un coude pour renvoyer l'image à 90° génère une inversion (droite-gauche) de l'image de symétrie axiale.

### Réglage de l'axe de longitude
- Faire pivoter le tube du télescope pour qu'il soit perpendiculaire à l'axe horaire de la monture
- Bloquer les freins des axes horaires et de déclinaison, et dévisser légèrement les vis de serrage des axes de latitude et de longitude pour qu'ils soient mobiles mais stables
- Pointer le tube du télescope vers une étoile facile à reconnaître et située le plus près possible de l'équateur céleste et du méridien Sud
- Tourner l'oculaire réticulé du télescope afin que les croisillons soient horizontaux et verticaux, puis amener l'étoile repérée au centre du réticule
- Attendre quelques minutes, la durée d'attente dépend du grossissement de l'oculaire et doit mettre en évidence la rotation de la sphère céleste
- Si l'étoile a dérivé vers l'horizon (c'est-à-dire sous le fil horizontal pour une image non renversée haut-bas), pivoter légèrement l'axe de longitude vers l'Ouest, c’est-à-dire vers la droite puisqu'on regarde le sud, d'autant plus que la dérive verticale est importante ; et inversement, si l'étoile a dérivé vers le zénith (au-dessus du fil horizontal), pivoter l'axe de longitude vers la gauche
- L'opération doit être répétée car le réglage se fait par tâtonnement, il peut être nécessaire de changer l'étoile repère car elle doit toujours être la plus proche possible du méridien sud ; le réglage de l'axe de longitude est satisfaisant lorsque la dérive verticale est négligeable
- resserrer la vis de l'axe de longitude

### Réglage de l'axe de latitude
- La vis de l'axe de longitude est serrée et le frein de l'axe de déclinaison est également bloqué, l'inclinaison du réticule de l'oculaire ne doit pas être changée
- Débloquer le frein de l'axe d'ascension droite et tourner le tube de 90° vers l'est, c'est-à-dire vers la gauche puisqu'on regarde toujours le sud
- Pointer une étoile facilement reconnaissable le plus proche possible du méridien est et de l'équateur céleste, et amener cette étoile au centre du réticule de l'oculaire
- Resserrer le frein de l'axe d'ascension droite
- Attendre à nouveau quelques minutes
- Si l'étoile a dérivé vers l'horizon (c'est-à-dire sous le fil horizontal pour une image non renversée haut-bas), relever l'axe horaire autour de son axe de latitude jusqu'à ramener l'étoile sur le fil ; et inversement si l'étoile a dérivé vers le zénith
- L'opération peut être répétée, lorsque le réglage est satisfaisant, resserrer la vis de latitude

Les freins des axes d'ascension droite et de déclinaison peuvent être débloqués, l'axe horaire est maintenant parallèle à l'axe de rotation de la Terre et pointe vers le pôle céleste de l'hémisphère observé.

### Précision
La précision de la méthode Bigourdan est très bonne si on y passe beaucoup de temps, en répétant les deux étapes avec des durées de plus en plus longues. Au mieux on peut atteindre quelques secondes d'arc, la limite étant l'effet conjugué de la réfraction de la lumière par l'air, de la turbulence atmosphérique, de la flexion mécanique de la monture et du télescope et surtout de l'erreur périodique du mécanisme de suivi. Cette méthode est donc très adaptée à la mise en station des postes fixes.
Si l'on y consacre un temps raisonnable (30 à 45 minutes) et de la minutie, on peut espérer une précision de quelques minutes d'arc ce qui est largement suffisant pour la mise en station d'une monture itinérante.